# 長上村
長上村（ながかみむら）は静岡県の西部、浜名郡に属していた村。
現在の浜松市中央区東部、東名高速道路浜松インターチェンジの南西一帯にあたる。

## 地理
- 河川：安間川

## 歴史
- 1927年（昭和2年）2月1日 - 市野村・天王村が合併して発足。
- 1954年（昭和29年）3月31日 - 浜松市に編入。同日長上村廃止。
- 2007年（平成19年）4月1日 - 浜松市が政令指定都市に移行し、旧村域は東区の所属となる。
- 2024年（令和6年）1月1日 - 浜松市の行政区再編に伴い、旧村域が中央区となる。

## 交通

### 道路
現在は東名高速道路の浜松インターチェンジが所在するが、当時は未開通。